# Красная Слободка (Ульяновская область)
Красная Слободка — упразднённый в 1946 году посёлок, вошедший в черту города Инза Ульяновской области России.

## География
Посёлок находился на правом берегу реки Сюксюм, в 1 км от сельца Троицкое, в 3 км от д. Дубенки, в 5 км д. Белая Горка (Дуловка), в 2 км от с. Китовка. Ближайшие села: Сюксюм в 4 км, Труслейка в 6 км и Вырыпаевка в 11 км. Расстояние до Симбирска 162 км, до Карсуна 72 км.

## История
Посёлок Красная Слободка основан в первой половине XIX века.
На 1859 год сельцо Красная Слободка, по дороге в город Пенза, находилось во 2-м стане Карсунского уезда Симбирской губернии.
В 1861 году деревня Красная Слободка вошла в состав Троицкой волости.
На 1913 год в деревне имелся приёмный покой.
На 1924 год деревня Красная Слобода входила в состав Китовского с/с Инзенской волости Карсунского уезда.
В 1929 году посёлок вошёл в состав Сюксюмского с/с Инзенского района Средне-Волжского края.
31 октября 1946 года, Указом ПВС СССР, р. п. Инза преобразован в город Инза районного подчинения, присоединив село Китовка, деревню Пазухино и посёлок Красная Слободка.

## Население
- На 1859 год в сельце Красная Слободка в 12 дворах жило: 79 муж. и 77 жен.[1];
- На 1883 год в деревне Красная Слободка в 19 дворах жило 86 мужчин и 76 женщин[5];
- На 1897 год в деревне Красная Слободка в 21 дворах жило: 38 муж. и 40 жен.[6];
- На 1913 год — в деревне Красная Слободка в 20 дворах жило: 61 муж. и 60 жен.[2];
- На 1924 год — в деревне Красная Слобода в 20 дворах жило 92 человека[3];
- На 1930 год в посёлке Красная Слободка в 16 дворах жило 83 жителя[4].

## Память
- На месте расположения посёлка названа улица Красная Слободка[7].